# Gwardyjska Dywizja Strzelców Konnych (Freikorps)

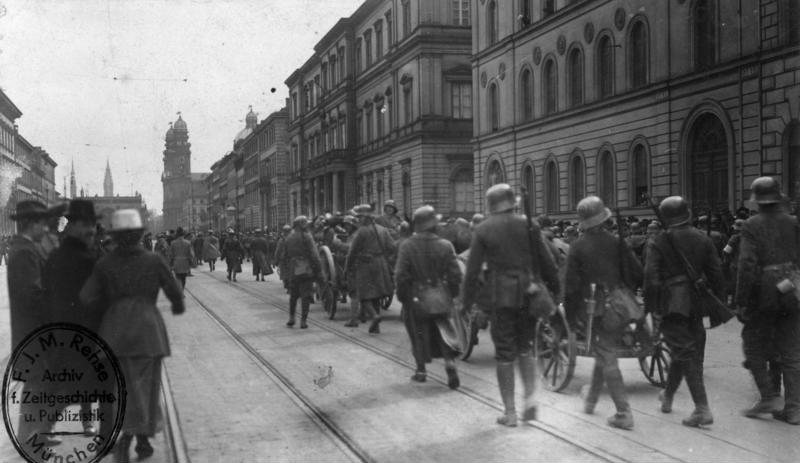
Oddziały dywizji wkraczające do Monachium po upadku Bawarskiej Republiki Rad

Gwardyjska Dywizja Strzelców Konnych – (niem. Garde-Kavallerie-Schützen-Division, Division Heuduck des Garde-Kavallerie-Schützen-Korps) jeden z niemieckich oddziałów Freikorpsów. Utworzona w grudniu 1918 roku pod dowództwem generała porucznika Heinricha von Hofmanna. Brała udział w tłumieniu powstania Związku Spartakusa. Szef sztabu dywizji, Waldemar Pabst, przyczynił się do złapania Róży Luksemburg i Karla Liebknechta, zarządził także ich zamordowanie. W kwietniu 1919 roku utworzyła Gwardyjski Korpus Strzelców Konnych (Freikorps).

## Skład
- 11 Dowództwo Strzelców Konnych
- 14 Dowództwo Strzelców Konnych
- 38 Dowództwo Strzelców Konnych
- 3 Gwardyjski pułku artylerii polowej
- jednostki dywizyjne

## Żołnierze
- Wilhelm Canaris (jako oficer łącznikowy)
- Leonardo Conti (SS-Obergruppenführer i minister zdrowia Rzeszy)
- Ulrich Grauert (generał porucznik Luftwaffe)